# James Nairn

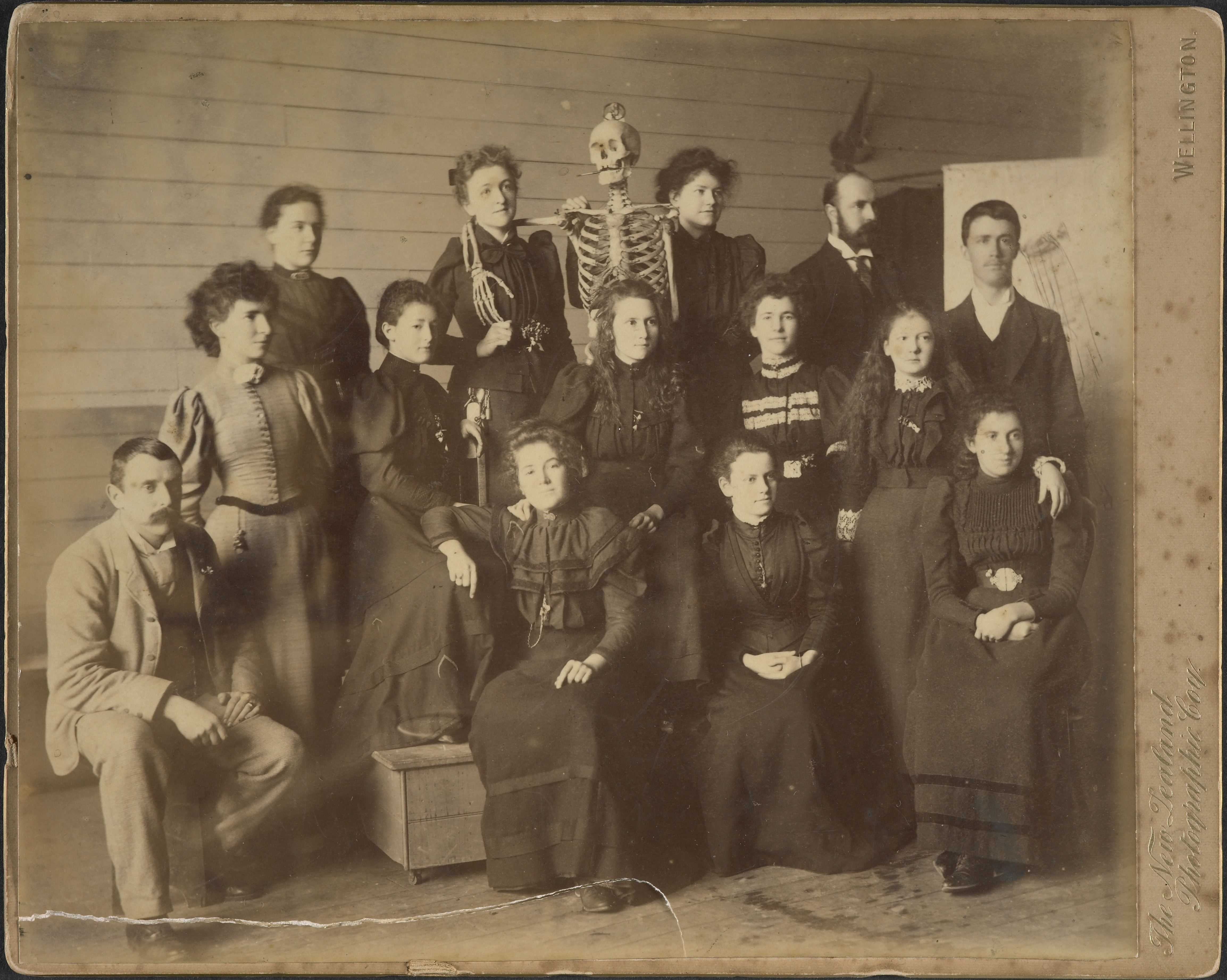
Portrait de groupe des étudiants de la Wellington School of Design. James Nairn et Mabel Hill se trouvent complètement gauche. La femme qui pose avec le bras du squelette autour de l'épaule est Mary Elizabeth Tripe.

James McLauchlan Nairn, né le 18 novembre 1859 à Glasgow et mort le 22 février 1904 à Wellington, est un peintre. Avec GP Nerli, il influence fortement la peinture néo-zélandaise à la fin du XIXe siècle. Il croit au plein air ou à la peinture en plein air.

## Biographie
James Nairn étudie à la Glasgow School of Art pendant quatre ans à partir de 1879 avant de s'inscrire comme étudiant à l'Académie Julian à Paris. Au cours des années 1880, il expose ses œuvres au Glasgow Institute of Fine Arts et à la Royal Scottish Academy et est associé aux Glasgow Boys - un groupe d'artistes écossais intéressés par l'impressionnisme.
Il émigre de Glasgow à Dunedin pour des raisons de santé en 1890. Il déménage à Wellington en 1891, où il est nommé professeur d'art à la Wellington Technical School. Il donne des conférences sur l'art et dirige des cours pour l'étude de la figure nue. Il introduit l'impressionnisme de l'école de Glasgow en Nouvelle-Zélande et influence d'autres artistes néo-zélandais tels que Dorothy Kate Richmond, Maud Winifred Sherwood, Mabel Hill, Maude Burge et Mollie Tripe.
Le style impressionniste de James Nairn se retrouve dans ses nombreuses peintures du port de Wellington, notamment dans Wellington Harbour, 1894 où ses coups de pinceau visibles captent l'effet du soleil de l'après-midi sur l'eau. Il peint ce paysage en plein air pour capturer plus fidèlement l'effet de la lumière sur l'eau.
Il rejoint l'Académie des Beaux-Arts de Nouvelle-Zélande peu après son installation à Wellington et est élu au Conseil de 1890 à 1903. Il crée également  le Wellington Art Club qui se réunit régulièrement au Pumpkin Cottage de Nair. Le cottage est devient un point de rencontre pour les artistes de Wellington. L'influence de James Nairn se fait sentir dans toute la Nouvelle-Zélande puisqu'il envoie régulièrement des œuvres pour les exposer dans d'autres centres.
Il épouse Ellen Smith le 17 mars 1898 et le couple a deux filles : Mari Bhan et Ellen May Victoria.
Il meurt  le 22 février 1904 chez lui à Wellington, probablement d'une péritonite,, à 44 ans.

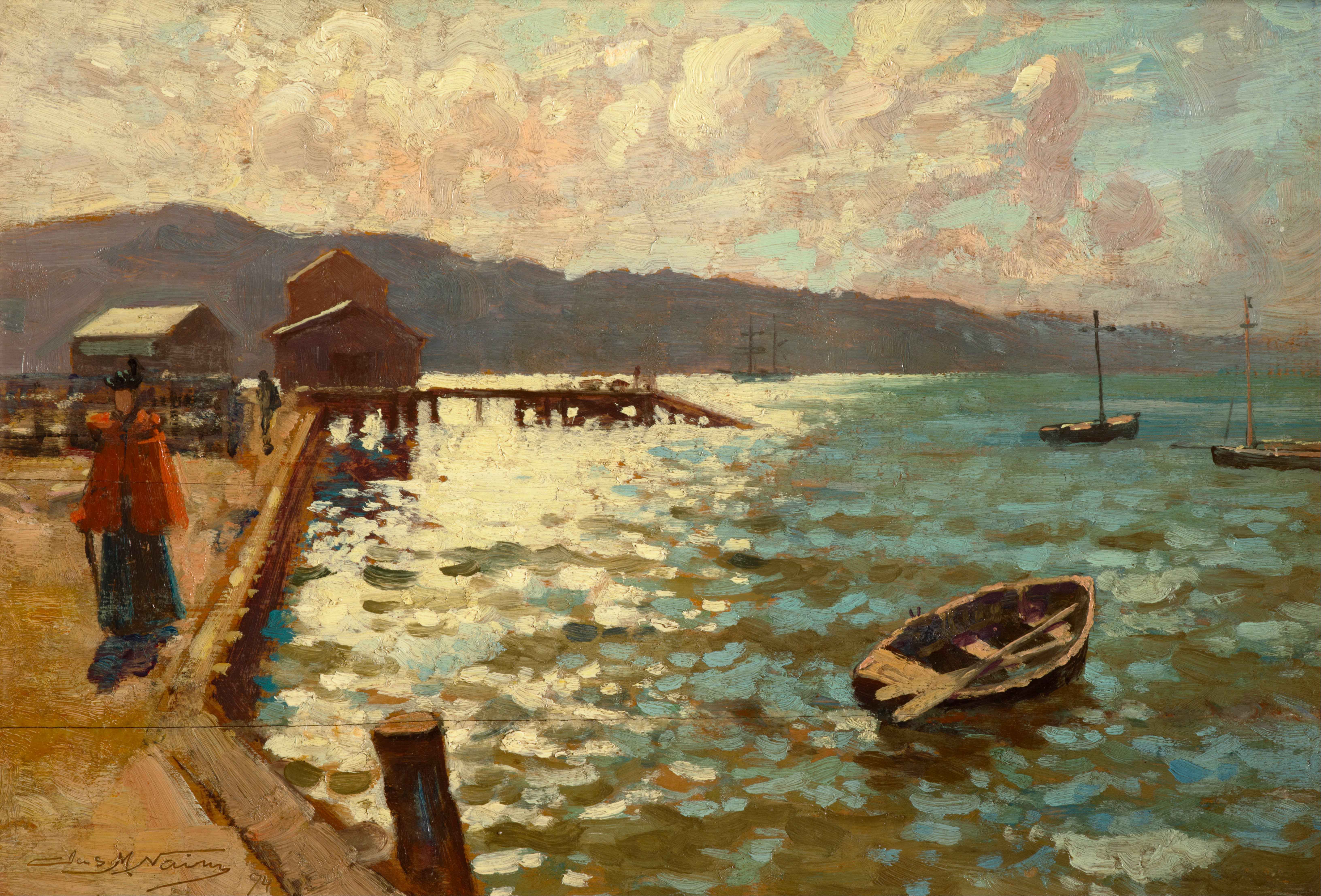
Port de Wellington, 1894, Wellington. Don de Mlle Mary Newton, 1939. Te Papa (1939-0009-2).
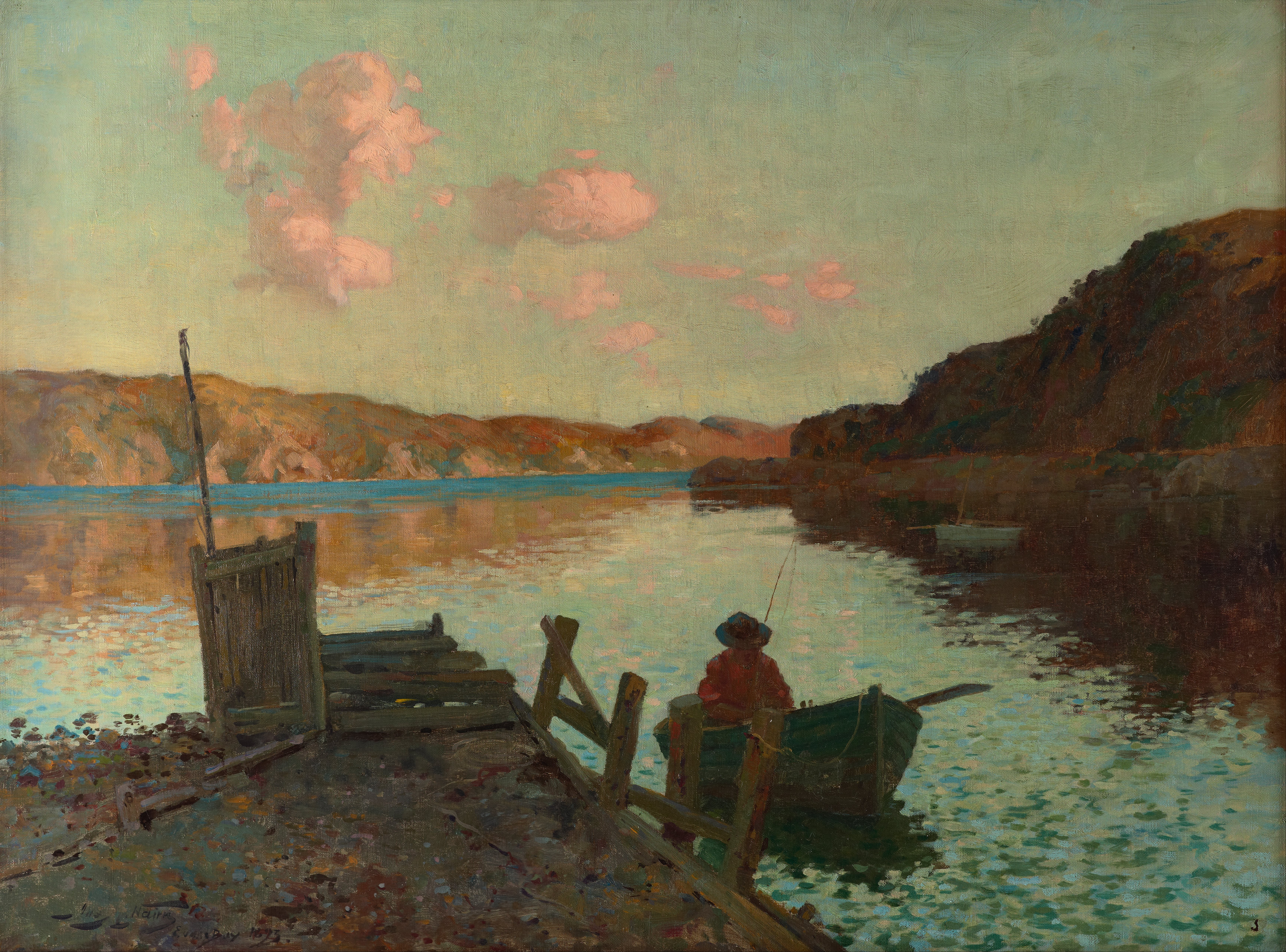
Evans Bay, 1893, Wellington. Legs de la succession de Mlle S. Leatham, 1939. Te Papa (1939-0009-6).
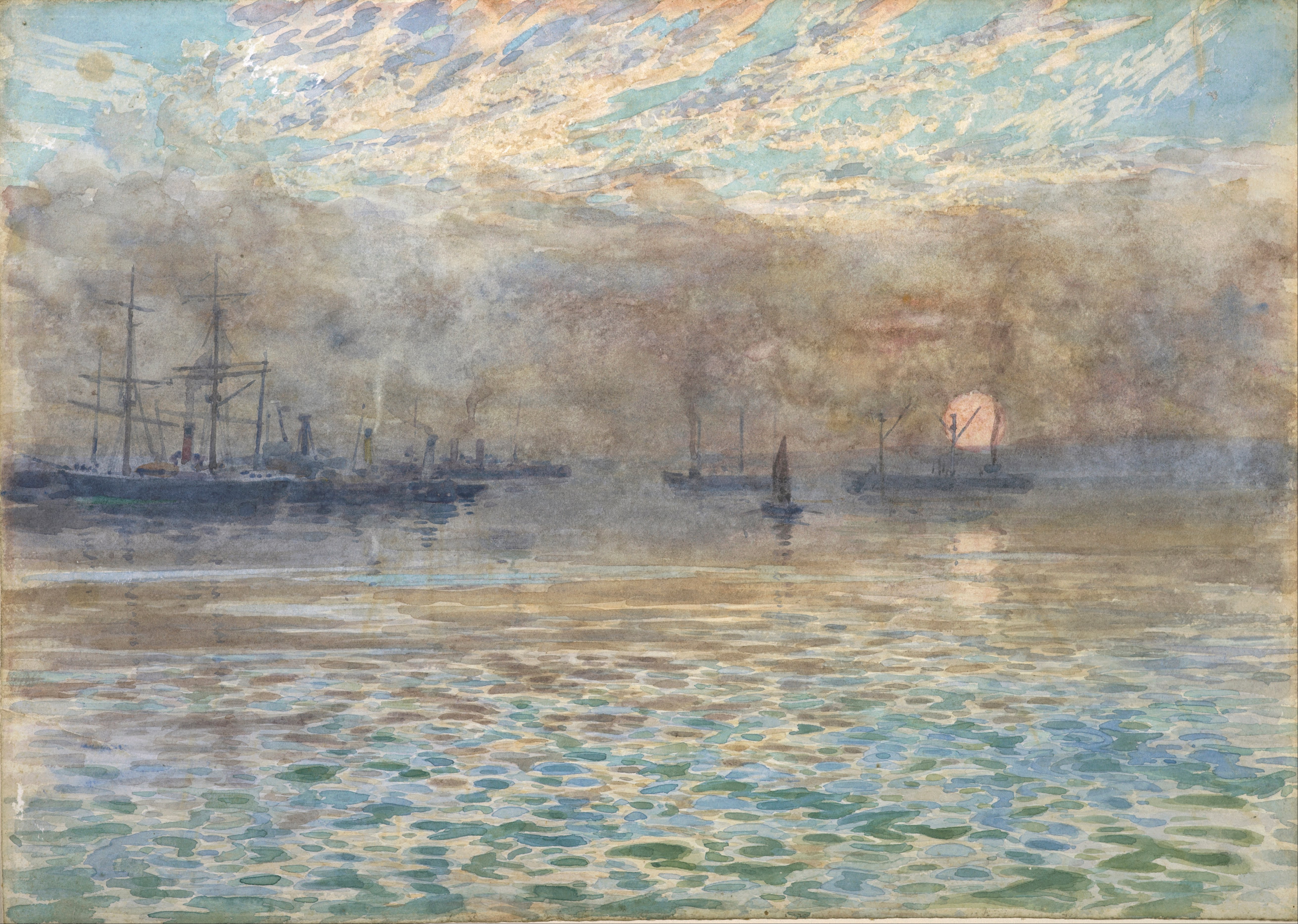
Matin d'hiver, port de Wellington, vers 1900, Wellington. Don de Mlle Mary Newton, 1939. Te Papa (1939-0009-7).